# Dan Fogler
Daniel Kevin Fogler (sinh ngày 20/10/1976) là nam diễn viên người Mỹ. Anh từng tham gia trong các phim như: Balls of Fury, Good Luck Chuck, Fantastic Beasts and Where to Find Them. Ở lĩnh vực truyền hình, Daniel đóng vai Luke trong sê-ri The Walking Dead.

## Thời thơ ấu
Daniel Kevin Fogler sinh ra tại Brooklyn, New York. Anh là người con thứ hai của bà Shari, một giáo viên tiếng Anh, và ông Richard Fogler, một bác sĩ phẫu thuật. Fogler là người Do Thái.

## Danh sách phim

### Truyền hình
| Năm       | Tên                          | Vai                    | Ghi chú                    |
| --------- | ---------------------------- | ---------------------- | -------------------------- |
| 2009–10   | American Dad!                | (Lồng tiếng nhiều vai) | 2 tập                      |
| 2010      | M'Larky                      | Lt. Black              | 5 tập                      |
| 2010      | Kung Fu Panda Holiday        | Zeng (lồng tiếng)      | Phim ngắn                  |
| 2011–18   | Robot Chicken                | (Lồng tiếng nhiều vai) | 2 tập                      |
| 2011–12   | Man Up!                      | Kenny Hayden           | 13 tập                     |
| 2012      | Prairie Dogs                 | Roj                    |                            |
| 2012      | Ugly Americans               | Carl (lồng tiếng)      | Tập: "The Stalking Dead"   |
| 2013      | Hannibal                     | Franklin Froideveaux   | 3 tập                      |
| 2014      | Black Box                    | Fred Baker             | Tập: "Emotions"            |
| 2014      | The Goldbergs                | Marvin Goldberg        | 4 tập                      |
| 2014      | Living the Dream             | Russ Danzinger         |                            |
| 2015      | Secrets and Lies             | Dave Carlyle           | 10 tập                     |
| 2015      | The Good Wife                | Nick Zubrovsky         | Tập: "Winning Ugly"        |
| 2017      | Famous in Love               | (Chính mình)           | Tập: "Fifty Shades of Red" |
| 2017      | Sharknado 5: Global Swarming | Dan Fogler             |                            |
| 2018– nay | The Walking Dead             | Luke                   | Mùa 9                      |